# Jakarta (musicien)
Pour les articles homonymes, voir Jakarta (homonymie).
Jakarta est un groupe composé de DJ issus d'Hypetraxx Records, ils ont connu un vif succès avec leur premier tube One Desire (remix par Mondotek), ils ont aussi sorti Superstar et ont sorti leur 1er album le 31 août 2009. En 2008, le groupe remixe le titre Stop In My Mind de Swindlers qui figure sur l'album Génération Mondotek 2. Durant l'été 2009, ils sortent leur 3e single : Come On.
Leur musique est sortie en France, Belgique, Espagne, République tchèque, Allemagne, Mexique, Scandinavie, Pologne, Russie et Israël.
Jakarta a été en couverture du magazine Only for DJs.
One Desire connaît un fort succès et est désigné tube de l'été France 2009 par beaucoup, le clip représente le blog d'un bébé (Totosse) qui diffuse des vidéos où il danse de la tecktonik avec ses amis et qui sont visionnées par une petite fille lui ressemblant.
SuperStar n'a pas connu un vif succès mais poursuit le premier clip en mettant Totosse faisant un casting de danse, visiblement pour une émission qui ressemble à la Nouvelle Star.

## Discographie
- 2008  : One Desire
- 2008  : SuperStar
- 2009  : Come On
- 2009  : Smile
- 2010  : Kiss me